# Ona-on.com
Ona-On.com je slovenski spoznavni portal za zmenke, ki ga mesečno uporablja več kot 210.000 različnih uporabnikov. Portal že od leta 2001 posreduje pri okoli 1.000 parih letno in je v zadnjih 22 letih posredoval pri okoli 29.000 parih.
Portal teče na spoznavni platformi SocDate.NET, v lasti in upravljanju podjetja VenetiCOM, d.d..

## Storitve
Portal ona-on.com temelji na številnih spoznavnih storitvah, med najbolj zanimive sodijo: Dvosmerno ujemanje z odstotki ujemanja, astrološko ujemanje profilov, spletni in mobilni komunikacijski kanali (IM klepet), priporočilni sistemi kandidatov, sistem spraševanja za šanse GO? in predvsem zmenki v živo - spoznavni dogodki za samske, ki zagotavljajo, da se samski ljudje fizično srečujejo in spoznavajo. 

## Mobilna aplikacija - Zmenki v žepu
Leta 2018 je portal predstavil inovacijo na slovenskem trgu, saj so prvi ponudili t.i. PWA aplikacijo (progressive web app), ki deluje v brskalniku mobilnega telefona.
Aplikacija je ponudila nov grafični dizajn storitve in izboljšano uporabniško izkušnjo: potisna obvestila o akciji na profilu uporabnika (ki tako ne zamudi nobene simpatije, vprašanj za šanse, povabil na zmenek, sporočil itd), lokacijsko iskanje v bližini uporabnika, možnost namestitve ikone na namizje mobilnega telefona (omogočeno za Android).
Za aplikacijo so prejeli nagrado WebSi - Spletni prvaki 2018 v kategoriji najboljša mobilna aplikacija.

## Članske VIP ugodnosti
Leta 2020 je ona-on.com lansiral klub Članskih popustov in ugodnosti (t.i. klub Članskih VIP ugodnosti), ki je dodatna premium storitev za njihove člane. Gre za stran, kjer so zbrane različne ponudbe priznanih slovenskih ponudnikov, ponudbe pa so razdelili v 5 kategorij: zmenki in druženja, zabava in doživetja, lepota in zdravje, šport in rekreacija, veščine in znanja.

## Ona-on.com Magazin
Spletni Ona-on.com Magazin, kjer objavljajo vsebine o partnerstvu, odnosih, ljubezni in nasvete za uspešno iskanje partnerja prek spleta.

## Najina zgodba in Sanjska poroka
Projekt Najina zgodba – Spoznala sva se na ona-on.com je natečaj, kjer zbirajo zgodbe parov, ki so se spoznali na portalu.
Glavna nagrada natečaja je Sanjska poroka, kjer portal od leta 2015 vsako leto poroči en par, ki je oddal svojo zgodbo. Zmagovalni par določi glasovanje.

## Spoznavni dogodki za samske
Ona-on.com letno ponuja več spoznavnih dogodkov za samske, od manjših, kot so plesni tečaji za samske, gorska druženja, enodnevni izleti, do večjih, kot so tematske spoznavne zabave, pikniki ipd do velikih, kot je prireditev "Največji zmenek na slepo S-LOVE-niji", ki je največji spoznavni dogodek v Sloveniji, kjer se spoznava in osvaja več kot 1.000 ljudi.